# Académie des beaux-arts de Karlsruhe

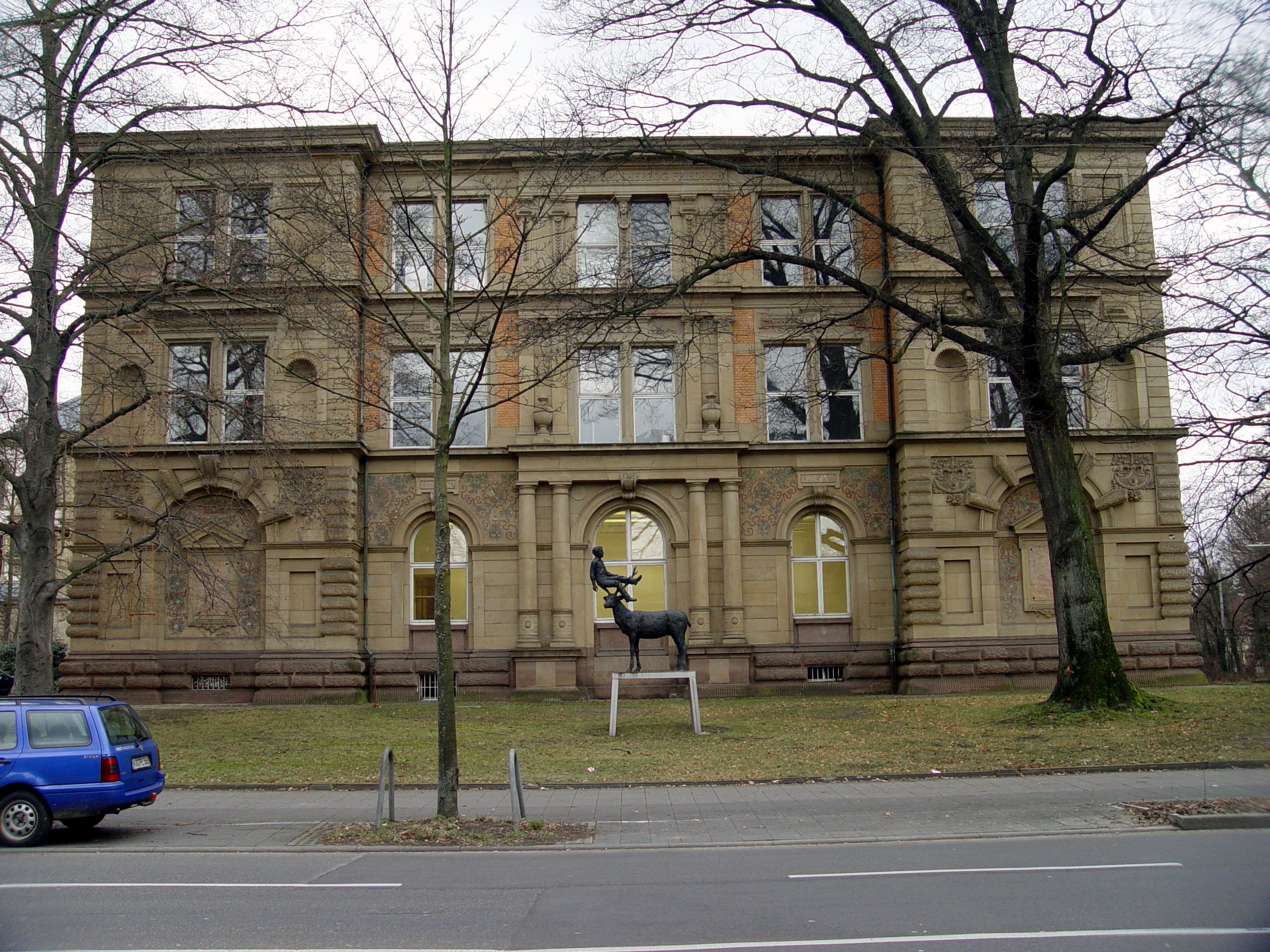
Façade de l'Académie des beaux-arts de Karlsruhe

Pour les articles homonymes, voir Académie des beaux-arts et Akademie der Bildenden Künste.
L'Académie des beaux-arts de Karlsruhe (en allemand : Staatliche Akademie der Bildenden Künste Karlsruhe) est, avec environ trois cents élèves, l'une des écoles supérieures d'art les plus petites d'Allemagne. Elle se trouve à Karlsruhe et dépend du ministère des Sciences, de la Recherche et des Arts de l'État du Bade-Wurtemberg.
L'académie a été fondée en 1854 par le prince-régent, futur grand-duc de Bade, Frédéric Ier de Bade (1826-1907), sous le nom d'Académie des beaux-arts grand-ducale de Bade (Großherzoglich Badische Kunstschule Karlsruhe). Son premier directeur fut Johann Wilhelm Schirmer, appuyé des conseils de Ludwig des Coudres.

## Anciens élèves
- Friedrich Gerhardt (de) (1828-1921)
- Franz Xaver von Riedmüller (de) (1829-1901)
- Bernhard Studer (1832-1868)
- Rudolf Epp (1834-1910)
- Carl Friedrich Deiker (1836-1892)
- Hans Thoma (1839-1924)
- Emil Lugo (1840-1902)
- Philipp Röth (1841-1921)
- Eugen Bracht (1842-1921)
- Anton von Werner (1843-1915)
- Viktor Weisshaupt (1848-1905)
- Wilhelm Hasemann (1850-1913)
- Wilhelm Trübner (1851-1917)
- Paul von Ravenstein (de) (1854-1938)
- Carl Röchling (1855-1920)
- Leopold von Kalckreuth (1855-1928)
- Friedrich Kallmorgen (1856-1924)
- Max Klinger (1857-1920)
- Heinrich Bauser (de) (1858-1942)
- Gustav Kampmann (de) (1859-1917)
- Hans von Volkmann (1860-1927)
- Theobald Hofmann (de) (1861-1953)
- Adolf Des Coudres (de) (1862-1924)
- Friedrich Fehr (1862-1927)
- Paul Eduard Crodel (1862-1928)
- Leopold Armbruster (de) (1862-1936)
- Karl Biese (de) (1863-1926)
- Carlos Grethe (de) (1864-1913)
- Max Laeuger (1864-1952)
- Franz Xaver Hoch (de) (1869-1916)
- Karl Johann Nikolaus Piepho (de) (1869-1920)
- Walter Conz (1872-1947)
- Otto Richard Bossert (de) (1874-1919)
- Max Frey (1874-1944)
- Emil Rudolf Weiß (1875-1942)
- Joseph Asal (1875-1950)
- Paul Scheffer (1877-1916)
- Hans Adolf Bühler (de) (1877-1951)
- Hermann Haas (de) (1878-1935)
- Heinrich Altherr (1878-1947)
- Karl Hofer (1878-1955)
- Willi Münch-Khe (1885-1960)
- Wilhelm Hempfing (1886-1948)
- Hans Breinlinger (de) (1888-1963)
- Arminius Hasemann (de) (1888-1979)
- Peter Ackermann (de) (1934-2007)
- Horst Antes (né en 1936)
- Ulla von Brandenburg (née en 1974)
- Nina Laaf (née en 1977)

## Anciens professeurs
- Johann Wilhelm Schirmer (1807-1863)
- Ludwig des Coudres (1820-1878)
- Feodor Dietz (1831-1870)
- Ernst Hildebrand (1833-1924)
- Hermann Baisch (1846-1894)
- Ernst Schurth (de) (1848-1910)
- Gustav Schönleber (1851-1917)
- Wilhelm Trübner (1851-1917), professeur de 1903 à sa mort; directeur de 1904 à 1910
- Robert Poetzelberger (1856-1930)
- Caspar Ritter (de) (1861-1923)
- Georg Schreyögg (de) (1870-1934)
- Franz Ackermann (1963-)
- Björn Dahlem (1974-)